# 林浩喜
林 浩喜（はやし ひろき、1963年 - ）は日本の実業家。ベーグル専門店「BAGEL&BAGEL」PUBブランド「Drunk Bears」マフィン専門店「She knows Muffin」カフェブランド「Chelsea Cafe」、オルタナティブ・ライフスタイルカフェ「OMG!CAFE」を展開する株式会社ドリームコーポレーション創業者。2020年2月14日より社会起業大学株式会社 代表取締役社長に就任。

## 来歴
- 1982年 山口県立徳山高等学校卒業
- 1987年 神戸大学経済学部卒業
- 1987年 住友商事株式会社入社
起業家だった祖父の影響と、当時読んだ「マクドナルド」という英訳本に触発され、フードビジネスを目指す
- 1993年 同社退社
 アメリカ・コーネル大学ホテル経営大学院入学
- 1995年 同経営大学院修了
 AIB（American Institute of Baking）ベーグルコース修了
- 1997年 「日本におけるベーグルの文化的定着」のコンセプトの元
 株式会社ドリームコーポレーションを設立
 新宿二丁目に「BAGEL&BAGEL」1号店をオープン
 徹底したマーケティングの結果、行列の店となり、一気にベーグルの認知度を高める
- 2020年2月 人生の最後は教育を通じて自分自身が培ってきたものを社会に還元したいと思うようになり社会起業大学株式会社 代表取締役社長に就任